# 朱香晚
朱香晚（1871年—1946年），字湘帆，江苏省宜兴市宜城人。中国文学家、音韵学和训诂学家。

## 生平
早年曾受业于拔贡程肖琴。清朝光绪年间以学行俱优，被选为优贡。他精通音韵学和训诂学，之后在北京清华学校（后清华大学）任教职。1912年，胡敦复、朱香晚、华绾言、曹惠群、顾养吾、郁少华、吴在渊、顾珊丞、周润初、张季源、平海澜、赵师曾十二人，在北京以“自立立人，自达达人”为宗旨组成立达学社，研讨学术、编辑书籍、兴办学校。
同年，朱香晚与立达学社同人暂租上海肇周路南阳里创办大同学院。1913年，立达学社自筹经费，在上海南火车站北首购得地基，建造校舍，至次年落成迁入。1922年，呈请北京政府教育部准予立案，由曹梁厦任校长。他在大同大学和正风文学院授课，担任国语系主任。1928年8月5日，立达学社选举朱香晚担任社长。1946年冬，病逝于上海，终年75岁。